# Tumburu

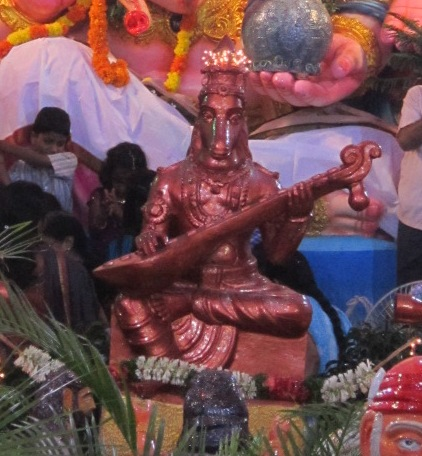

Tumburu (sanskr. तुम्बुरु) – bóstwo hinduistyczne, przynależące do klasy gandharwów (niebiańskich muzyków), istota nadprzyrodzona przedstawiana najczęściej jako postać męska o głowie konia.
Tumburu opisywany jest jako syn Kasjapy i jego żony Pradhy, jako jeden z czworga rodzeństwa (wraz z  Bahu, Haha i Huhu) będącego gandharwami.

## Recepcja w pismach hinduistycznych
- Mahabharata
- Ramajana
- Adbhutaramajana
- Kathasaritasagara (trl. Kathāsaritsāgara)